# Воронин, Леонид Григорьевич
Леони́д Григо́рьевич Воро́нин (22 июля [4 августа] 1908, село Тритузное, Екатеринославская губерния — 8 февраля 1983, Москва) — советский физиолог, член-корреспондент Академии наук СССР и Академии педагогических наук СССР.

## Биография
Леонид Григорьевич Воронин родился в селе Тритузное. С 1927 по 1931 учился в Днепропетровском педагогическом институте профессионального образования. В 1936 году Леонид Григорьевич защитил кандидатскую диссертацию на тему: «Новые материалы к вопросу о моторной деятельности кишечника и механизмы её регуляции». С 1938 по 1940 годы руководил Сухумским филиалом Всесоюзного института экспериментальной медицины. В 1946 году защитил докторскую диссертацию на тему: «Анализ и синтез сложных раздражителей нормальным и повреждённым мозгом собаки».
С 1953 по 1966 годы по приглашению Ивана Георгиевича Петровского заведовал кафедрой высшей нервной деятельности биолого-почвенного факультета МГУ, в 1954—1958 годах был деканом этого факультета. С 1957 по 1959 годы руководил институтом высшей нервной деятельности АН СССР. В период с 1963 по 1983 годы занимал должность президента Всесоюзного физиологического общества. 26 ноября 1968 года был избран членом-корреспондентом АН СССР по специальности «физиология». В том же году был избран членом-корреспондентом Академии педагогических наук СССР.

## Вклад в науку
Научные работы Воронина посвящены изучению высшей нервной деятельности человека и животных. В частности, им исследовались вопросы анализа и синтеза сложных раздражителей, и взаимодействия ориентировочного и условных рефлексов.

## Награды и премии[1]
- Премия им. И. П. Павлова (1952);
- Орден Трудового Красного Знамени (1954);
- Орден Трудового Красного Знамени (1967);
- Золотая медаль имени И. П. Павлова (1973);
- Орден Трудового Красного Знамени (1975);

## Некоторые работы
- Воронин Л. Г. В Африку за обезьянами. — М.: Госкультпросветиздат, 1950.
- Воронин Л. Г. Анализ и синтез сложных раздражителей у высших животных. — Л.: Медгиз, 1952. — 198 с.
- Воронин Л. Г., Крушинский Л. В. Лекции по сравнительной физиологии высшей нервной деятельности. — М.: Издательство Московского университета,, 1957. — 182 с.
- Воронин Л. Г. Курс лекций по физиологии высшей нервной деятельности. — М.: Высшая школа, 1965. — 384 с.